# Ramat-David
Pour les articles homonymes, voir David.
Ramat-David (רמת דוד) est un kibboutz situé dans la vallée de Jezréel.

## Son nom
Le nom de Ramat-David rend hommage à David Lloyd George, chef du gouvernement britannique à l'époque de la Déclaration Balfour.
Y vivent aujourd'hui 650 membres.

## Sa création
Le kibboutz Ramat-David est fondé en 1926 par des immigrants juifs originaires de Russie, de Roumanie et de Pologne. Ils s'installent sur les lieux d'un ancien verger abandonné, irrigué par trois sources d'eau naturelle des alentours. En 1933, un groupe du mouvement Gordonia, originaire de Pologne les rejoint. Le kibboutz est matériellement construit grâce aux dons financiers de Juifs anglais, qui sont à l'origine de l'appellation du kibboutz.

## Habitation
Ramat-David abrite 126 unités d'habitation.